# Volcán Amayo
El Volcán Amayo está ubicado en el municipio de Jutiapa, en el departamento del mismo nombre, en el sureste de Guatemala. Este volcán se encuentra a 1,544 m s. n. m. 